# Benthana taeniata
Benthana taeniata is een pissebed uit de familie Philosciidae. De wetenschappelijke naam van de soort is voor het eerst geldig gepubliceerd in 1994 door Araujo & Buckup.